# Policijski prostovoljci v skupnosti

## Policijski prostovoljci v skupnosti
Prostovoljna podpora policije (ali PSV, Policijski prostovoljci v skupnosti, PCV ) je prostovoljna vloga britanskih policijskih sil, ki vključuje civilne in službene dolžnosti. Sheme PSV so postale priljubljene po letu 2000, ko so se sile širile in so morale biti bolj povezane s skupnostjo. Na začetku je nekaj sil imelo civilno prostovoljno shemo, do leta 2010 pa je imelo kar 32 od 43 policijskih sil sisteme PSV. V Združenem kraljestvu je več kot 6.250 prostovoljcev, ki prostovoljno prispevajo več kot 500 000 ur na leto. Ocenjuje se   da se bo število PSV v naslednjem letu povečalo za 70%, na več kot 10.000 prostovoljcev. Prvo shemo PSV je leta 1992 začela izvajati policija iz Kenta.
Policija Južnega Walesa poleg PSV vodi podoben program, ki se imenuje Policijski študentski prostovoljec, program, ki spodbuja študente, da pomagajo lokalnim policijskim skupinam.

## Dolžnosti
PSV-ji na splošno prevzamejo vloge, ki temeljijo na pisarniškem delu, kot so administrativni pomočniki ali pomočniki operacij, z nalogami, ki vključujejo pisanje, računalniško delo, operaterje nadzornih kamer, pomočnika policijske informacijske točke ali naloge na okencu za sprejemanje vlog. Če ima PSV posebne spretnosti, ki jih je mogoče uporabiti pri določenih nalogah, lahko pomaga pri delu, kot so operacije na cesti, delo na fotografskem oddelku, svetovalna ali kaplanska služba.

## Zaposlovanje
23 od 32 sodelujočih sil ima namensko plačanega vodjo ali koordinatorja PSV, ki na zahtevo oddelka upravlja s prostovoljci in jih zaposluje. Postopek zaposlovanja za PSV vključuje prijavnico in neformalni pogovor, kjer se kandidat običajno sreča z nadzornikom. Novi zaposleni nimajo formalnega usposabljanja, imajo uvajalni tečaj, ki je specifičen za njihovo vlogo. Prav tako nimajo formalne uniforme, čeprav se neuradno pričakuje, da se bodo obnašali spoštljivo. Zaradi občutljive narave dela, morajo opraviti usposabljanje za obravnavo in varovanje tajnih podatkov. Od njih se hkrati pričakuje, da se bodo na in po delu obnašali častno.

## Koristi
Koristi, ki jih prinaša prostovoljno delo, vključujejo priložnost za pomoč v lokalni skupnosti, pomoč policistom, s katerimi PSV prostovoljno sodeluje, pridobivanje delovnih izkušenj v policijskem okolju in vpogled v policijsko delo. Čeprav PSV nima uradne neposredne prednosti v zvezi s kariernim napredovanjem, s svojim delom kaže predanost in pridobiva izkušnje s policijskega področja.

## Razločitev
PSV-jev ne smemo zamenjevati s policisti posebne enote, ki so tudi prostovoljci. Razlika med njimi je v tem, da so policisti posebne enote prava policija in imajo pooblastila aretacije, ki jih PSV nimajo. PSV-jev prav tako ne smemo zamenjevati s civilnimi uslužbenci policijskih sil, ki opravljajo podobno delo, za katero pa so slednji plačani. To razlikovanje je pomembno, ker ne ustvarja iluzije, da bodo prostovoljci prejeli plačilo ali prejeli kakršne koli ugodnosti, ki jih imajo zaposleni.

## Podobni programi
- Združene države imajo podoben program, imenovan Prostovoljci v policijski službi, ki prostovoljcem omogoča, da pomagajo lokalnim organom pregona. Shema je v skladu s Citizen Corps programa predsednika Baracka Obame, ki spada pod iniciativo USA Freedom Corps bivšega predsednika Georgea W. Busha. Ta program se osredotoča na urjenje prostovoljcev za krepitev varnosti in obrambe. Kandidati se pripravljajo za obvladovanje velikih izrednih razmer in terorizma.[3]

- Avstralija ima nekatere policijske oddelke, zlasti oddelek iz New South Walesa, ki negujejo programe, imenovane Prostovoljci v policijskem delu . Programi so zelo podobni britanskemu modelu, vendar pri njih prostovoljci nosijo uniformo - modre srajce in črne hlače.[4] [5]